# O 후작 부인
O 후작 부인(Die Marquise Von O..., The Marquise Of O)은 서독, 프랑스에서 제작된 에릭 로메르 감독의 1976년 영화이다. 에디스 클레버 등이 주연으로 출연하였고 바벳 슈로더 등이 제작에 참여하였다.

## 출연

### 주연
- 에디스 클레버
- 브루노 강쯔

### 조연
- 오토 샌더
- 에두아르 링커스

## 제작진
- 의상: 모이델 비켈